# Europese kampioenschappen kunstschaatsen 1972
De Europese Kampioenschappen kunstschaatsen zijn wedstrijden die samen een jaarlijks terugkerend evenement vormen, georganiseerd door de Internationale Schaatsunie (ISU).
De kampioenschappen van 1972 vonden plaats in Göteborg. Het was de eerste keer dat de EK kampioenschappen hier plaatsvonden en de derde keer dat ze in Zweden plaatsvonden. De kampioenschappen van 1912 (voor mannen) vond in Stockholm plaats en het EK van 1968 in Västerås.
Voor de mannen was het de 64e editie, voor de vrouwen en paren was het de 36e editie en voor de ijsdansers de negentiende editie.

## Historie
De Duitse en Oostenrijkse schaatsbond, verenigd in de "Deutscher und Österreichischer Eislaufverband", organiseerden zowel het eerste EK Schaatsen voor mannen als het eerste EK Kunstschaatsen voor mannen in 1891 in Hamburg, in toen nog het Duitse Keizerrijk, nog voor het ISU in 1892 werd opgericht. De internationale schaatsbond nam in 1892 de organisatie van het EK kunstschaatsen over. In 1895 werd besloten voortaan het WK kunstschaatsen te organiseren en kwam het EK te vervallen. In 1898, na twee jaar onderbreking, vond toch weer een herstart plaats van het EK kunstschaatsen.
De vrouwen en paren zouden vanaf 1930 jaarlijks om de Europese titel strijden. De ijsdansers streden vanaf 1954 om de Europese titel in het kunstschaatsen.

## Deelname
Er namen deelnemers uit een recordaantal van achttien landen deel aan deze kampioenschappen. Zij vulden het recordaantal van 88 startplaatsen in de vier disciplines in.
Voor Nederland nam Dianne de Leeuw voor de tweede keer deel in het vrouwentoernooi.
(Tussen haakjes het totaal aantal startplaatsen over de disciplines.)
| Sovjet-Unie (11) Verenigd Koninkrijk (10) West-Duitsland (9) Tsjecho-Slowakije (8) Duitse Democratische Republiek (7) Oostenrijk (6) | Frankrijk (6) Zwitserland (6) Italië (5) Polen (5) Denemarken (3) Hongarije (3) | Joegoslavië (2) Zweden (2) Finland (1) Nederland (1) Noorwegen (1) Roemenië (1) |

## Medaille verdeling
Bij de mannen prolongeerde Ondrej Nepela de Europese titel, het was de vierde titel oprij. Het was zijn zevende medaille, van 1966-1968 werd hij derde. De nummer twee van 1971, Sergei Chetverukhin, eindigde ook dit jaar op plaats twee, het was zijn derde medaille, in 1969 werd hij derde. De nummer drie, Patrick Péra, stond voor de derde keer op het erepodium bij de Europese Kampioenschappen kunstschaatsen, in 1969 en 1970 werd hij tweede.
Bij de vrouwen prolongeerde Beatrix Schuba de Europese titel, het was haar vijfde medaille, in 1968 en 1969 werd ze derde en in 1970 tweede. De nummer twee, Rita Trapanese, stond voor de tweede keer op het erepodium, in 1971 werd ze derde. De nummer drie, Sonja Morgenstern, stond voor het eerst op het erepodium bij de Europese Kampioenschappen kunstschaatsen.
Bij de paren veroverde het Sovjet paar Irina Rodnina / Aleksej Oelanov de vierde Europese titel oprij, het was ook hun vierde medaille. Hun landgenoten Ljoedmila Smirnova / Andrej Soerajkin eindigden net als in 1970 en 1971 op de tweede plaats, het was hun derde medaille. Het Oost-Duitse paar Manuela Groß / Uwe Kagelmann op plaats drie stonden voor het eerst op het erepodium bij het EK Kunstschaatsen.
Bij het ijsdansen veroverde het West-Duitse paar Angelika Buck / Erich Buck voor de eerste keer de Europese titel, zij stonden voor de derde keer op het erepodium, in 1970 en 1971 werden ze tweede. De Europees kampioenen van 1970 en 1971, het Sovjet paar Lyudmila Pakhomova / Alexandr Gorshkov op plaats twee, stond voor de vierde keer op het erepodium, in 1969 werden ze derde. Het Britse paar Janet Sawbridge / Peter Dalby op plaats drie stond als paar voor het eerst op het erepodium bij het EK Kunstschaatsen. Voor Sawbridge was het haar zesde medaille bij de Europese Kampioenschappen. Met haar partner David Hickinbottom werd ze in 1963 derde en in 1964 en 1965 tweede. Met haar partner John Lane werd ze in 1968 derde en in 1969 tweede.
| Discipline | Goud                            | Zilver                                 | Brons                         |
| ---------- | ------------------------------- | -------------------------------------- | ----------------------------- |
| Mannen     | Ondrej Nepela                   | Sergei Chetverukhin                    | Patrick Péra                  |
| Vrouwen    | Beatrix Schuba                  | Rita Trapanese                         | Sonja Morgenstern             |
| Paren      | Irina Rodnina / Aleksej Oelanov | Ljoedmila Smirnova / Andrej Soerajkin  | Manuela Groß / Uwe Kagelmann  |
| IJsdansen  | Angelika Buck / Erich Buck      | Lyudmila Pakhomova / Alexandr Gorshkov | Janet Sawbridge / Peter Dalby |

## Uitslagen
| #      | naam (deelname)         | land                                    | pc |
| ------ | ----------------------- | --------------------------------------- | -- |
| Goud   | Ondrej Nepela (8)       | Vlag van Tsjechië                       |    |
| Zilver | Sergei Chetverukhin (8) | Vlag van Sovjet-Unie                    |    |
| Brons  | Patrick Péra (6)        | Vlag van Frankrijk                      |    |
| 4      | Haig Oundjian (4)       | Vlag van Verenigd Koninkrijk            |    |
| 5      | John Curry (3)          | Vlag van Verenigd Koninkrijk            | 3  |
| 6      | Vladimir Kovalev        | Vlag van Sovjet-Unie                    |    |
| 7      | Yuri Ovchinnikov (4)    | Vlag van Sovjet-Unie                    |    |
| 8      | Didier Gailhaguet (3)   | Vlag van Frankrijk                      |    |
| 9      | Daniel Honer (6)        | Vlag van Zwitserland                    |    |
| 10     | Zdenek Pazdirek (3)     | Vlag van Tsjechië                       |    |
| 11     | Bernd Wünderlich        | Vlag van Duitse Democratische Republiek |    |
| 12     | Josef Schneider (3)     | Vlag van Oostenrijk                     |    |
| 13     | Stefano Bargauan (3)    | Vlag van Italië                         |    |
| 14     | Laszlo Vajda (3)        | Vlag van Hongarije (1957 - 1989)        |    |
| 15     | Harald Kühn             | Vlag van Duitsland                      |    |
| 16     | Günther Hilgarth        | Vlag van Oostenrijk                     |    |
| 17     | Gordon Andison          | Vlag van Verenigd Koninkrijk            |    |
| 18     | Gheorghe Fazekas (4)    | Vlag van Roemenië (1965-1989)           |    |
| 19     | Pekka Leskinen (2)      | Vlag van Finland (1918-1978)            |    |
| 20     | Peter Augustovic        | Vlag van Tsjechië                       |    |
| 21     | Thomas Oberg            | Vlag van Zweden                         |    |
| 22     | Zoran Matas (3)         | Vlag van Joegoslavië (1943-1992)        |    |
| 23     | John Ferdinandsen       | Vlag van Denemarken                     |    |

| #      | naam (deelname)         | land                                    | pc |
| ------ | ----------------------- | --------------------------------------- | -- |
| Goud   | Beatrix Schuba (6)      | Vlag van Oostenrijk                     |    |
| Zilver | Rita Trapanese (7)      | Vlag van Italië                         |    |
| Brons  | Sonja Morgenstern (5)   | Vlag van Duitse Democratische Republiek |    |
| 4      | Zsuzsa Almássy (8)      | Vlag van Hongarije (1957 - 1989)        |    |
| 5      | Christine Errath (3)    | Vlag van Duitse Democratische Republiek |    |
| 6      | Charlotte Walter (5)    | Vlag van Zwitserland                    |    |
| 7      | Jean Scott (2)          | Vlag van Verenigd Koninkrijk            |    |
| 8      | Maria McLean            | Vlag van Verenigd Koninkrijk            |    |
| 9      | Dianne de Leeuw (2)     | Vlag van Nederland                      |    |
| 10     | Elena Alesandrova (3)   | Vlag van Sovjet-Unie                    |    |
| 11     | Isabel de Navarre       | Vlag van Duitsland                      |    |
| 12     | Liana Drahová (4)       | Vlag van Tsjechië                       |    |
| 13     | Gertie Schanderl        | Vlag van Duitsland                      |    |
| 14     | Anita Johansson (3)     | Vlag van Zweden                         |    |
| 15     | Karin Iten              | Vlag van Zwitserland                    |    |
| 16     | Cinzia Frosio (3)       | Vlag van Italië                         |    |
| 17     | Sonja Balun (2)         | Vlag van Oostenrijk                     |    |
| 18     | Urszula Zielinska       | Vlag van Polen (1928-1980)              |    |
| 19     | Hana Knapova            | Vlag van Tsjechië                       |    |
| 20     | Marie-Claude Bierre (2) | Vlag van Frankrijk                      |    |
| 21     | Steffi Knoll            | Vlag van Duitse Democratische Republiek |    |
| 22     | Iris Ebenwaldner        | Vlag van Oostenrijk                     |    |
| 23     | Marina Sanaia           | Vlag van Sovjet-Unie                    |    |
| 24     | Donna Walter            | Vlag van Zwitserland                    |    |
| 25     | Helena Gazvoda (2)      | Vlag van Joegoslavië (1943-1992)        |    |
| 26     | Manuele Bertele         | Vlag van Italië                         |    |
| 27     | Liv Egelund             | Vlag van Noorwegen                      |    |
| 28     | Kirsten Frikke (2)      | Vlag van Denemarken                     |    |

| #      | naam (deelname)                             | land                                    | pc |
| ------ | ------------------------------------------- | --------------------------------------- | -- |
| Goud   | Irina Rodnina (5) Aleksej Oelanov (5)       | Vlag van Sovjet-Unie                    |    |
| Zilver | Ljoedmila Smirnova (3) Andrej Soerajkin (3) | Vlag van Sovjet-Unie                    |    |
| Brons  | Manuela Groß (4) Uwe Kagelmann (4)          | Vlag van Duitse Democratische Republiek |    |
| 4      | Almut Lehmann (3) Herbert Wiesinger (6)     | Vlag van Duitsland                      |    |
| 5      | Anette Kansy (2) Axel Salzmann (2)          | Vlag van Duitse Democratische Republiek |    |
| 6      | Irina Cherniaeva Vasili Blagov              | Vlag van Sovjet-Unie                    |    |
| 7      | Marlies Radunsky (2) Rolf Osterreich (2)    | Vlag van Duitse Democratische Republiek |    |
| 8      | Grazyna Osmanska (4) Adam Brodecki (4)      | Vlag van Polen (1928-1980)              |    |
| 9      | Corinna Halke Eberhard Rausch (3)           | Vlag van Duitsland                      |    |
| 10     | Linda Connolly (2) Colin Taylforth (2)      | Vlag van Verenigd Koninkrijk            |    |
| 11     | Florence Cahn (2) Jean-Roland Racle (3)     | Vlag van Frankrijk                      |    |
| 12     | Teresa Skrzek (2) Piotr Sczypa (7)          | Vlag van Polen (1928-1980)              |    |
| 13     | Gaby Cieplok Reinhard Ketterer (3)          | Vlag van Duitsland                      |    |
| 14     | Karin Kunzle (3) Christian Kunzle (3)       | Vlag van Zwitserland                    |    |
| 15     | Ursula Nemec Michael Nemec                  | Vlag van Oostenrijk                     |    |
| 16     | Pascale Kovelmann Jean-Pierre Rondel        | Vlag van Frankrijk                      |    |
| 17     | Miroslava Sablikova Pavel Komarek           | Vlag van Tsjechië                       |    |
| 18     | Jayne Torvill Michael Hutchinson            | Vlag van Verenigd Koninkrijk            |    |

| #      | naam (deelname)                                | land                             | pc |
| ------ | ---------------------------------------------- | -------------------------------- | -- |
| Goud   | Angelika Buck (6) Erich Buck (6)               | Vlag van Duitsland               |    |
| Zilver | Lyudmila Pakhomova (7) Aleksandr Gorschkow (6) | Vlag van Sovjet-Unie             |    |
| Brons  | Janet Sawbridge (9) Peter Dalby (2)            | Vlag van Verenigd Koninkrijk     |    |
| 4      | Hilary Green (3) Glyn Watts (3)                | Vlag van Verenigd Koninkrijk     |    |
| 5      | Tatiana Voitiuk (4) Viacheslav Zhigalin (4)    | Vlag van Sovjet-Unie             |    |
| 6      | Jelena Zjarkova (4) Gennadi Karponossov (4)    | Vlag van Sovjet-Unie             |    |
| 7      | Diana Skotnicka (2) Martin Skotnicky (2)       | Vlag van Tsjechië                |    |
| 8      | Rosalind Druce David Barker                    | Vlag van Verenigd Koninkrijk     |    |
| 9      | Teresa Weyna (5) Pietr Bojanczyk (5)           | Vlag van Polen (1928-1980)       |    |
| 10     | Anne-Claude Wolfers (2) Roland Mars (2)        | Vlag van Frankrijk               |    |
| 11     | Krisztina Regoczy (3) Andras Sallay (3)        | Vlag van Hongarije (1957 - 1989) |    |
| 12     | Matilde Ciccia (3) Lamberto Ceserani (3)       | Vlag van Italië                  |    |
| 13     | Sylvia Fuchs (2) Michael Fuchs (2)             | Vlag van Duitsland               |    |
| 14     | Ewa Kolodziej (2) Tadeusz Gora (2)             | Vlag van Polen (1928-1980)       |    |
| 15     | Brigitte Scheijbal Walter Leschetizky (2)      | Vlag van Oostenrijk              |    |
| 16     | Sylvia Bodmer Beat Steib                       | Vlag van Zwitserland             |    |
| 17     | Astrid Kopp (3) Axel Kopp (3)                  | Vlag van Duitsland               |    |
| 18     | Svetlana Marinovova Milos Bursik               | Vlag van Tsjechië                |    |
| 19     | Vivi Poulsen (2) Kurt Poulsen (2)              | Vlag van Denemarken              |    |

Medaillewinnaars

Mannen · 
Vrouwen ·
Paren · 
IJsdansen

Toernooi

1891 · 
1892 · 
1893 · 
1894 · 
1895 · 
1896-1897 · 
1898 · 
1899 · 
1900 · 
1901 · 
1902-1903 · 
1904 · 
1905 · 
1906 · 
1907 · 
1908 · 
1909 · 
1910 · 
1911 · 
1912 · 
1913 · 
1914 · 
1915-1921 · 
1922 · 
1923 · 
1924 · 
1925 · 
1926 · 
1927 · 
1928 · 
1929 · 
1930 · 
1931 · 
1932 · 
1933 · 
1934 · 
1935 · 
1936 · 
1937 · 
1938 · 
1939 ·
1940-1946 · 
1947 · 
1948 · 
1949 · 
1950 · 
1951 · 
1952 · 
1953 · 
1954 · 
1955 · 
1956 · 
1957 · 
1958 · 
1959 · 
1960 · 
1961 · 
1962 · 
1963 · 
1964 · 
1965 · 
1966 · 
1967 · 
1968 · 
1969 · 
1970 · 
1971 · 
1972 · 
1973 · 
1974 · 
1975 · 
1976 · 
1977 · 
1978 · 
1979 · 
1980 · 
1981 · 
1982 · 
1983 · 
1984 · 
1985 · 
1986 · 
1987 · 
1988 · 
1989 · 
1990 · 
1991 · 
1992 · 
1993 · 
1994 · 
1995 ·
1996 · 
1997 · 
1998 · 
1999 · 
2000 · 
2001 · 
2002 · 
2003 · 
2004 · 
2005 · 
2006 ·
2007 ·
2008 ·
2009 ·
2010 ·
2011 ·
2012 ·
2013 ·
2014 ·
2015 ·
2016 ·
2017 ·
2018 ·
2019 ·
2020 ·
2021 · 
2022 · 
2023 · 
2024 · 
2025

WK kunstschaatsen ·
WK kunstschaatsen junioren ·
Viercontinentenkampioenschap ·
Olympische Spelen